# 10. Feldartillerie-Brigade (Deutsches Kaiserreich)
Die 10. Feldartillerie-Brigade war ein Großverband der Preußischen Armee.

## Geschichte
Die 10. Feldartillerie-Brigade hatte ihren Ursprung in der 5. Artillerie-Brigade, die am 16. Juni 1864 durch Trennung der Feldartillerie von der Festungsartillerie gebildet wurde. Am 18. Juli 1872 wurde sie in 5. Feldartillerie-Brigade umbenannt und das Fußartillerie-Regiment (früher Festungs-Artillerie-Regiment) direkt dem Armee-Korps unterstellt. Dafür wurde das Feldartillerie-Regiment in seinem Bestand erweitert und geteilt. Bezeichnung und Nummer blieben bei den beiden Feldartillerie-Regimentern gleich. Das eine Regiment erhielt den Zusatz „Divisions-Artillerie“ und das andere „Korps-Artillerie“. Dies verdeutlichte ihre Einsatzbestimmung im Kriegsfall.
Mit der Auflösung der Feldartillerie-Inspektionen (AKO-Erlass vom 14. März 1889) wurden die Feldartillerie-Brigaden direkt dem Armee-Korps unterstellt und so wurde sie zum 25. Juni 1899 in 10. Feldartillerie-Brigade umbenannt und hatte ihren Standort in Posen.
Am 16. Februar 1917 wurde sie zum Artillerie-Kommandeur 10 umfunktioniert, dem damit die taktische Führung der gesamten Feld- und schweren Artillerie oblag.
Die Brigade war von 1899 an Teil der 10. Division (Standort Brandenburg), die dem V. Armee-Korps in Posen zugeordnet war.

### Gliederung
- 1864 bis 1872

Niederschlesisches Feldartillerie-Regiment Nr. 5 und Niederschlesisches Festungsartillerie-Regiment Nr. 5
- 1872 bis 1874

Niederschlesisches Feldartillerie-Regiment Nr. 5 Korps-Artillerie und Niederschlesisches Feldartillerie-Regiment Nr. 5 Divisions-Artillerie
- 1874 bis 1890

Niederschlesisches Feldartillerie-Regiment Nr. 5 und Posensches Feldartillerie-Regiment Nr. 20
- 1891 bis 1899

Wie vor, zusätzlich Niederschlesisches Train-Bataillon Nr. 5
- 1899 bis 1914

1. Posensches Feldartillerie-Regiment Nr. 20 und 2. Posensches Feldartillerie-Regiment Nr. 56
- Kriegsgliederung bei Mobilmachung 1914

Wie vor
- Kriegsgliederung am 3. Mai 1918

Artillerie-Kommandeur Nr. 10
Feldartillerie-Regiment Nr. 56 und II./Fußartillerie-Regiment Nr. 11

### Deutscher Krieg 1866
Im Krieg Preußens gegen das Kaisertum Österreich wurde die Brigade unter Führung des Generals Albert von Lengsfeld bei den Schlachten inPodol, Münchengrätz, Gitschin sowie Königgrätz eingesetzt.

### Deutsch-Französischer Krieg 1870/1781
Mit der Mobilmachung übernahm Alexander Gaede die Brigade und führte sie in den Kämpfen bei Weißenburg, Wörth und Sedan sowie bei der Belagerung von Paris und den Gefechten bei Valanton, Petit-Bicêtre und La Malmaison.

### Erster Weltkrieg
Mit Kriegsbeginn wurde die Brigade unter dem Kommando des Generals Oskar von Watter im Verband der 10. Division ausschließlich an der Westfront eingesetzt.
Zu den Kampfhandlungen, Gefechten und Schlachten siehe Kampfgeschehen der 10. Division.

### Brigadekommandeure
| Name                          | Datum                                              |
| ----------------------------- | -------------------------------------------------- |
| 5. (Feld-) Artillerie-Brigade |                                                    |
| Albert von Lengsfeld          | 16. Juni 1864 bis 18. Mai 1866                     |
| Karl von Kraewel              | 19. Mai 1866 bis 12. November 1869                 |
| Alexander Gaede               | 13. November 1869 bis 29. April 1872               |
| Maximilian Jungé              | 30. April 1872 bis 7. August 1873                  |
| Albert Crusius                | 8. August 1873 bis 30. Dezember 1874               |
| Ernst von Scheliha            | 31. Dezember 1874 bis 11. Dezember 1882            |
| Ludwig von Deimling           | 12. Dezember 1882 bis 16. April 1888               |
| Ernst von Hoffbauer           | 17. April 1888 bis 24. August 1891                 |
| Joachim Cleinow               | 25. August 1891 bis 13. Mai 1894                   |
| Konrad Gabriel                | 14. Mai 1884 bis 17. Oktober 1895                  |
| Karl Graf von Reventlou       | 18. Oktober 1895 bis 23. Mai 1898                  |
| Kuno Hoyer von Rotenheim      | 24. Mai 1898 bis 25. März 1899                     |
| 10. Feldartillerie-Brigade    |                                                    |
| Kuno Hoyer von Rotenheim      | 25. März 1899 bis 6. Juli 1901                     |
| Max von Pape                  | 7. Juli 1901 bis 15. Februar 1907                  |
| Eugen Pitschel                | 16. Februar 1907 bis 2. Mai 1909                   |
| August Pflieger               | 3. Mai 1909 bis 15. Juni 1911                      |
| Arthur von Krohn              | 16. Juni 1911 bis 17. April 1913                   |
| Oskar von Watter              | 18. April 1913 bis 5. März 1915                    |
| Eugen von Gostkowski          | 6. März 1915 bis 2. Juli 1917                      |
| Eugen von Gostkowski          | Dezember 1917 bis Kriegsende                       |
| Karl Hugo Paul Meyfarth       | 23. Januar 1919 bis Februar 1919 (Demobilisierung) |
| Paul Hasse                    | Februar 1919 bis 30. Juni 1919 (Demobilisierung)   |